# Norddjurs Vestre Pastorat
Norddjurs Vestre Pastorat er et pastorat i Norddjurs Provsti, Århus Stift.
Pastoratet blev dannet 1. august 2018.

Pastoratet består af de 13 sogne:

## Sogne
- Auning Sogn
- Estruplund Sogn
- Fausing Sogn
- Gjesing Sogn
- Holbæk Sogn
- Nørager Sogn
- Udby Sogn
- Vejlby Sogn
- Vester Alling Sogn
- Vivild Sogn
- Voer Sogn
- Ørsted Sogn
- Øster Alling Sogn

## Kirker
I pastoratet er der 13 kirker
- Auning Kirke
- Estruplund Kirke
- Fausing Kirke
- Gjesing Kirke
- Holbæk Kirke
- Nørager Kirke
- Udby Kirke
- Vejlby Kirke
- Vester Alling Kirke
- Vivild Kirke
- Voer Kirke
- Ørsted Kirke
- Øster Alling Kirke